# Montagu Toller
Montagu Henry Toller (* 2. Februar 1871 in Barnstaple; † 5. August 1948 in Titchfield) war ein englischer Cricketspieler.

## Kindheit und Ausbildung
Montagu Toller besuchte die Blundell’s School, an der er Cricket und Rugby spielte.

## Aktive Karriere
Im Cricket spielte Montagu Toller für die Devon & Somerset County Wanderers (D&SCW) und ab 1889 für Devon, für die er als Bowler und Batter herausragen konnte. Im Vorfeld der Saison County Championship 1897 nahm er an Probespielen für Somerset teil und konnte als Teil der Sammy Wood’s XI überzeugen. Daraufhin wurde er in die Mannschaft aufgenommen und bestritt sechs First-Class Spiele für sie in der Saison. Jedoch wurden seine Einsätze dort als „entire failure“ („vollständiges Versagen“) eingeordnet.
Als Mitglied der D&SCW nahm er an einer Club-Tour nach Frankreich im Rahmen der Weltausstellung 1900 in Paris teil. Dort spielte er mit der Mannschaft unter anderem gegen ein Team, das hauptsächlich aus Exil-Briten bestand, die durch die Union des sociétés françaises de sports athlétiques ausgewählt wurden. Der D&SCW wurde dabei als England bezeichnet, der Gegner als Frankreich. Dieses wurde im Jahr 1912 nachträglich als Bestandteil der Olympischen Spiele 1900 klassifiziert. Mit 158 Runs setzte sich sein Team, zu dem außer Toller noch Arthur Birkett, Charles Beachcroft, Alfred Bowerman, George Buckley, Francis Burchell, Harry Corner, Frederick Christian, Frederick Cuming, William Donne, Alfred Powlesland und John Symes gehörten, gegen seine Kontrahenten durch und wurde damit in der Folge als Olympiasieger bezeichnet. Toller selbst gelangen im zweiten Innings sieben Wickets und neun Runs. Sein Heimatverein war der Castle Cary Cricket Club.
Im Rugby war er der erste Kapitän des Barnstaple RFC und spielte mit diesem auf County Level in Devon.